# Forstliche Bundesversuchsanstalt
Die Forstliche Bundesversuchsanstalt (FBVA) war von 1874 bis 2005 Österreichs staatliche Versuchs- und Forschungseinrichtung für die Forstwirtschaft und die forstliche Bodenkunde mit Sitz in Wien.

## Hintergrund

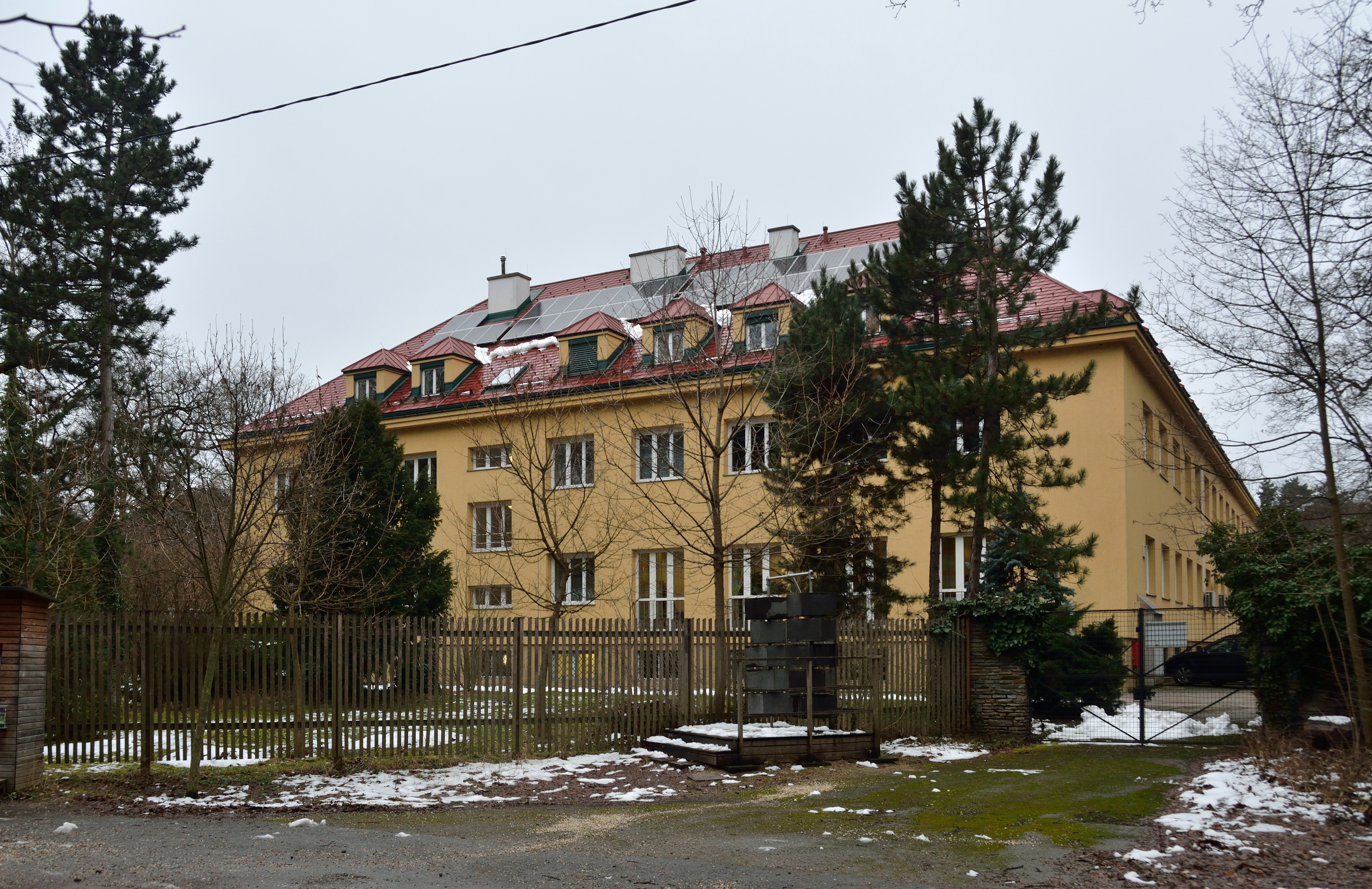
Das Bundesforschungs- und Ausbildungszentrum für Wald, Naturgefahren und Landschaft (BFW) südlich des Schlossparks Schönbrunn.

Bis 2005 war sie dem Landwirtschaftsministerium zugeordnet. 2005 wurde sie dann in das neugegründete Bundesforschungs- und Ausbildungszentrum für Wald, Naturgefahren und Landschaft (BFW) eingegliedert, von deren Forschungsabteilungen sie den größten Teil ausmacht.
Während das BFW eine Anstalt öffentlichen Rechts ist, hatte die FBVA die Funktion eines Bundesamtes für Wald. Seine Aufgaben waren zuletzt auf neun Fachabteilungen aufgeteilt und im österreichischen Forstgesetz von 1975 geregelt. Diese sind nun im Rahmen des BFW in sechs größere Fachinstitute mit den Standorten Wien und Innsbruck integriert.
Der Hauptsitz der FBVA und des BFW ist ein großes Gebäude im Forschungswald beim Schloss Schönbrunn in Wien XIII (Hietzing). Daneben gibt es vier weitere Standorte: das Institut für Naturgefahren in Innsbruck, je eine forstliche Ausbildungsstätte in Ossiach und Traunkirchen, ein Versuchsgarten bei Tulln sowie einen Lehr- und Versuchsforst in Kärnten. Das Museum für forstliches Versuchswesen der Akademie Mariabrunn wurde in die forstliche Ausbildungsstätte Traunkirchen verlegt.

## Geschichte

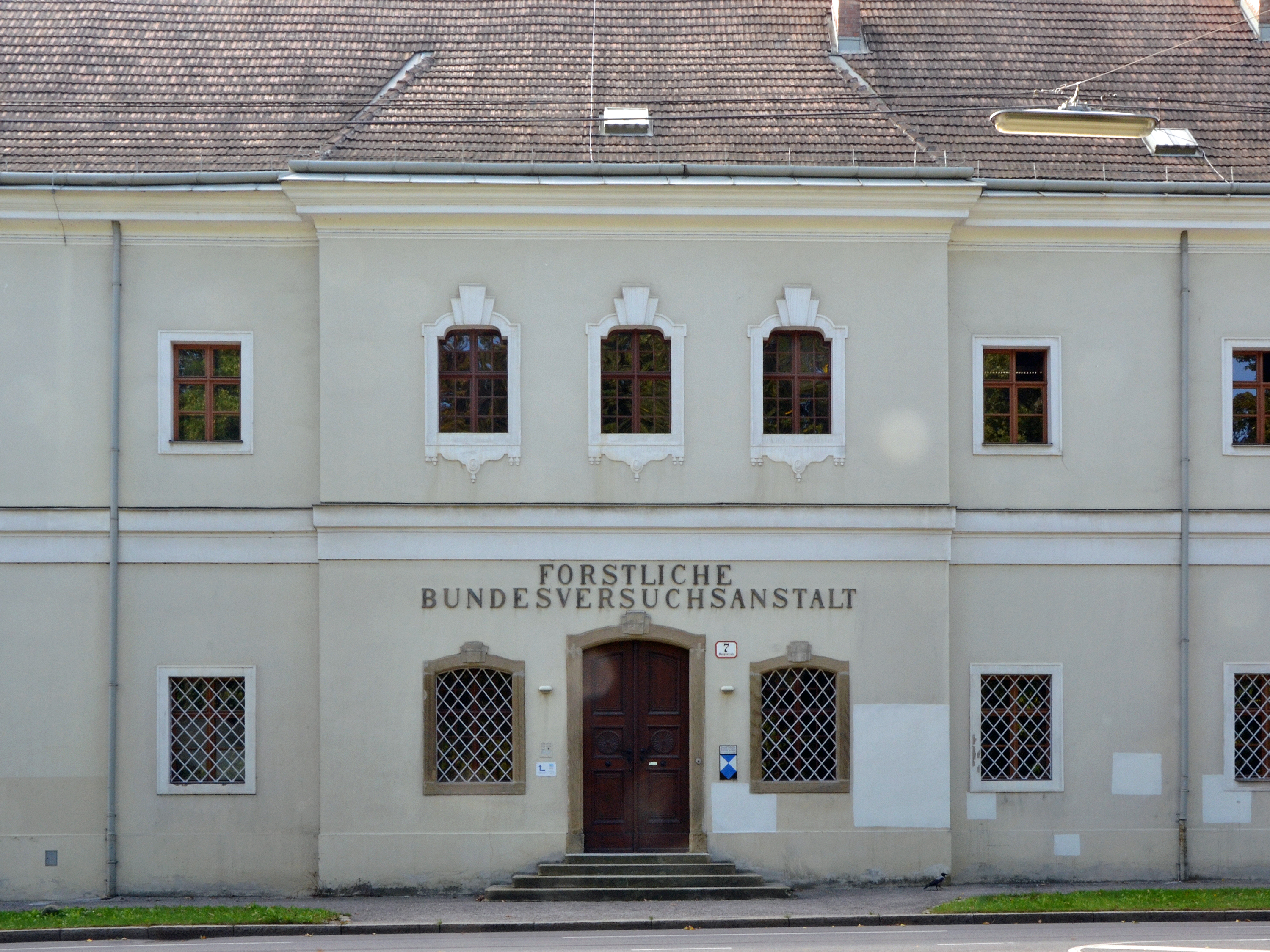
Das ehemalige Kloster Mariabrunn war lange Jahre Sitz der Forstlichen Bundesversuchsanstalt.

Die Gründung der Forstlichen Bundesversuchsanstalt erfolgte im Juni 1874. Sie wurde durch einen kaiserlichen Erlass unter dem Namen K.K. Forstliche Versuchsleitung geschaffen, ab 1891 hieß sie K.K. Forstliche Versuchsanstalt Mariabrunn.

## Arbeitsbereiche um die Jahrhundertwende
Die ersten 70 Jahre nach ihrer Gründung lagen die Schwerpunkte der Tätigkeit in der Holzmessung und Ertragskunde, der Holzbiologie und Forstmeteorologie; später vermehrt in der Wildbach- und Lawinenverbauung. Auch die Arten- und Samenkunde wurden erforscht sowie Methoden der Waldverjüngung auf Versuchsflächen mit ausländischen Holzarten erprobt.
Bei den Nutzungsmöglichkeiten des Waldes stand zunächst die Harzgewinnung aus Schwarzföhren sowie Holzverkohlung und -verzuckerung im Vordergrund. Bald kamen Themen der Arbeitsvereinfachung und des Forstschutzes hinzu (Forstschädlinge, Baumkrankheiten und deren Bekämpfung), später die Schäden durch industrielle Rauchgase.

## Gliederung und Aufgaben ab 1962
Ein großer Einschnitt erfolgte um 1960, als im ostdeutschen und tschechischen Erzgebirge das große Waldsterben durch Schwefeloxide offenkundig wurde. In Österreich wurde in der Folge 1962 ein neues Forstgesetz (Forstrechtsbereinigungsgesetz) beschlossen und die Organisation der FBVA um Agenden des verstärkten Umweltschutzes erweitert. Einige Jahre nach Anlaufen zahlreicher Überwachungs- und Beobachtungsprogramme wie der Waldzustandsinventur wurden die erforderlichen Maßnahmen im Forstgesetz 1975 an die neuen Erfahrungen adaptiert.
Die FBVA hatte nun folgende Organisation in neun Abteilungen (die im Wesentlichen bis 2005 bestand) und eine Außenstelle:
- Institut für Waldbau
- Institut für Forstpflanzenzüchtung und Genetik
- Institut für Standort (ab 1993 Forstökologie)
- Institut für Forstschutz (ab 1985 Immissionsforschung und Forstchemie)
- Institut für Ertrag und Betriebswirtschaft
- Institut für Forsttechnik
- Institut für Forstinventur
- Institut für wissenschaftliche Dienste (1993 mit GIS zur Direktion)
- Institut für Wildbach- und Lawinenverbauung (1985 geteilt, 1993 nach Innsbruck)
- Außenstelle für subalpine Waldforschung in Innsbruck.

Die Arbeiten der FBVA lassen sich in regelmäßige Beobachtungsprogramme, befristete Forschungsprojekte und sonstige Tätigkeiten gliedern. Zu ersteren gehören u. a. die Österreichische Forstinventur ab 1961 (1981 adaptiert), das Bioindikatornetz und die Waldzustandsinventur (WZI, ab 1984) sowie das Waldschaden-Beobachtungssystem (WBS) ab 1989. Die fast 200 Forschungsprojekte der einzelnen Institute und ihre Ergebnisse wurden regelmäßig auf wissenschaftlichen Tagungen referiert und in Kurzform alljährlich in einem etwa 300-seitigen Jahresbericht publiziert, den das Bundesministerium für Land- und Forstwirtschaft, Umwelt und Wasserwirtschaft (BMLFUW, kurz „Lebensministerium“) herausgab.

## Bekannte Mitarbeiter
- Herbert Killian – der erste habilitierte Forsthistoriker Österreichs
- Emmerich Zederbauer (1877–1950), Botaniker